# 킥복서 더 레전드
《킥 복서 더 레전드》(영어: Kickboxer Retaliation)는 2018년에 개봉한 미국의 영화이다.

## 줄거리
커트 슬론이 통 포를 죽이고 형 에릭의 죽음에 복수한 지 18개월이 지났다. 이제 프로 종합격투기 선수인 커트는 헤나토 소브랄을 '허리케인 암바'라고 부르는 기술로 쓰러뜨리는데, 이는 허리케인라나에서 암바로 이어지는 기술이다. 커트는 자신과 아내 리우가 기차에 있고, 자신이 기차 안에서 싸우다 물에 빠져 익사하는 악몽에 시달리고 있었다. 싸움이 끝난 후, 커트는 두 명의 미국 연방보안관에게 통 포의 죽음에 연루되어 태국으로 돌아가야 한다고 통보받는다. 커트가 보안관의 배지를 보여달라고 요청하자, 그는 테이저건에 맞는다.
태국의 감옥에서 깨어난 커트는 커트, 에릭, 통 포가 경쟁했던 지하 토너먼트의 주모자인 토마스 탕 무어를 만난다. 무어는 통 포가 패배했을 때, 새로운 챔피언으로 그곳에 남아있어야 했지만, 커트가 집으로 돌아가면서 무어는 새로운 챔피언을 찾아야 했다고 말한다. 무어는 커트에게 6피트 8인치, 400파운드의 거구 파이터 몽쿠트와 싸울 것을 제안한다. 커트는 통 포의 전 오른팔이자 무어를 위해 일하는 크로포드의 조롱을 받는다. 무어는 몽쿠트와 싸우는 대가로 커트에게 1백만 달러를 제안하지만, 커트는 거절한다. 감옥에 갇힌 커트는 다양한 죄수들로부터 끊임없는 위협을 받으며, 매일 밤 교도관들에게 채찍질을 당한다. 한 번의 만남에서 커트는 브릭스를 만나는데, 그는 곧 커트와 유대감을 형성하고 채찍질의 고통을 극복하는 방법을 제안한다. 커트는 또한 자신의 무에타이 스승인 듀런드가 이제 죄수들을 훈련시키고 있다는 것을 알게 되지만, 그 대가로 눈이 멀었다는 것을 알게 된다.
커트가 여전히 제안을 받아들이지 않을 것을 깨달은 무어는 극단적인 조치를 취하기로 결정하고 기차역에서 리우를 찾아낸다. 그녀는 커트를 찾기 위해 자신이 부패했다고 고발했던 경찰관들에게 뇌물을 주었으며, 오랜 친구 가몬으로부터 추가적인 도움을 받는다. 그러나 솜삭이 이끄는 무어의 깡패들이 리우를 납치했고, 그날 밤 크로포드는 커트에게 리우의 영상을 보여준다. 커트는 듀런드, 브릭스, 동료 죄수 빅 컨트리, 파브리치오, 호날두, 그리고 몽쿠트의 크기에 거의 필적하는 거대한 죄수와 함께 싸우기로 결정한다. 무어가 커트를 감옥에서 사설 시설로 데려가겠다고 제안하자, 커트는 자신의 "팀"이 훈련을 계속하는 조건으로 동의하고 무어도 동의한다. 듀런드는 몽쿠트의 훈련 세션 중 하나에 가서 그 파이터가 아이비 리그 졸업생 루퍼트가 개발한 생물공학의 산물이며, 아드레날린과 스테로이드의 조합으로 몽쿠트를 사실상 무적 상태로 만들었지만, 한 가지 작은 약점인 유리 턱이 있다는 것을 알게 된다. 가몬이 훈련에 합류하고 커트는 솜삭을 알아본다. 무어는 크로포드와 시험 싸움에 대해 이야기하고, 무어는 동의하며 커트는 지역 나이트클럽으로 가서 듀런드와 다시 조셉 킹을 만난다. 조셉 킹의 마지막 파이터는 커트를 엉망으로 만들었다. 커트는 킹의 새로운 챔피언 모스와 대결하고 듀런드는 구경꾼의 주의를 분산시키고 그의 휴대폰을 훔쳐 아들 트래비스에게 전화한다. 커트는 모스를 물리치고 트래비스의 도움으로 간신히 탈출한다.
다음 날, 커트는 솜삭을 발견하고 그를 쫓는다. 무어의 부하들과 더 싸운 후, 커트는 솜삭을 따라잡고 리우가 어디 있는지 묻는다. 리우는 무어의 아파트에 갇혀 있다. 커트, 가몬, 트래비스는 무어의 부하들과 싸우고, 커트는 거울로 가득 찬 방에서 무어의 두 여성 시종과 싸워 그들을 물리치고 리우를 찾아 구출한다. 무어의 오른팔인 오키프가 일행을 막기 위해 매복 공격을 이끌 때, 몽쿠트가 도착한다. 그가 커트를 때리려 할 때 리우가 끼어들고 몽쿠트는 그녀의 배를 세게 때려 그녀를 기절시킨다. 화난 커트는 크로포드에게 언제 어디서든 몽쿠트와 대결할 것이라고 무어에게 전하라고 말한다. 리우는 며칠 동안 병원에서 혼수상태에 있다가 깨어나 커트가 싸움을 받아들였다는 것을 알게 된다. 그녀는 그의 결정을 전적으로 받아들인다.
싸움은 오래된 무에타이 사원에서 시작되며 커트와 몽쿠트 모두 싸울 준비가 되어 있다. 몽쿠트는 커트에게 너무 강했고, 중간에 몽쿠트는 커트를 동상에 던져 거의 죽음에 이르게 한다. 커트가 부상으로 죽었다고 여겨질 때, 리우는 루퍼트의 아드레날린 가방을 찾아 바늘로 커트를 소생시킨다. 깨어난 커트는 기력을 되찾고, 우위를 점했지만 몽쿠트는 다시 커트를 동상으로 던지고 이번에는 그를 근처 분수로 데려가 익사시키려 한다. 커트는 꿈에서처럼 다시 익사하는 자신을 상상하지만, 리우와 듀런드의 목소리를 듣고 "헤엄쳐 나가라"고 촉구한다. 커트는 사슬을 잡아 주먹에 감아 몽쿠트와 주먹 대 주먹으로 맞설 수 있게 한다. 그의 기술을 사용하여 커트는 우위를 점하고 몽쿠트를 쓰러뜨린다. 몽쿠트가 다시 일어났을 때, 커트는 사슬로 몽쿠트를 쓰러뜨리고 목에 감아 질식시켜 몽쿠트의 목이 부러지는 결과를 낳는다. 커트가 승리하고 듀런드, 리우, 가몬, 트래비스에 둘러싸인다. 커트가 몽쿠트를 이겼다는 소식을 들은 브릭스는 감옥 안에서 미소 짓는 모습이 보인다.
엔딩 크레딧 시퀀스는 NG 장면을 보여주며, 그 뒤에는 커트가 마우리시우 후아와의 다음 싸움을 준비하기 위해 다시 MMA 링에 서는 에필로그가 이어진다.

## 캐스팅
- 알랭 머시 - 커트 슬론 역
- 장 끌로드 반담 - 마스터 듀랜드 역
- 크리스토퍼 램버트 - 토마스 무어 역
- 하퍼 줄리어스 비요른손 - 몽쿠트 역
- 사라 말라쿨 레인 - 리우 역
- 마이크 타이슨 - 브릭스 역
- 샘 메디나 - 크로퍼드 역
- 제시카 잔 - 가몽 역